# Black Mountain (Carolina del Nord)
Black Mountain è una città degli Stati Uniti d'America situata nella Carolina del Nord, nella Contea di Buncombe.